# Харку (волость)
Ха́рку (эст. Harku vald) — волость на севере Эстонии в уезде Харьюмаа.

## География
Расположена на берегу Финского залива. На северо-востоке граничит с городом Таллином, на западе с волостью Ляэне-Харью, на юге — с волостью Сауэ. Площадь волости — 159,02 км². Плотность населения в 2020 году составила 95,6 человека на 1 км².

## Управление
Административный центр волости — посёлок Табасалу. В 2020 году старейшиной волости Харку являлся Эрик Сандла (Erik Sandla). Председатель волостного собрания — Калле Паллинг (Kalle Palling).

## Население
| Год  | Население по состоянию на 1 января | Население по состоянию на 1 января (включая мигрантов[прояснить]) |
| ---- | ---------------------------------- | ----------------------------------------------------------------- |
| 2001 | 6620                               |                                                                   |
| 2002 | 6622                               |                                                                   |
| 2003 | 6652                               |                                                                   |
| 2004 | 6693                               |                                                                   |
| 2005 | 6726                               |                                                                   |
| 2006 | 6786                               | 9635                                                              |
| 2007 | 6854                               | 10 506                                                            |
| 2008 | 6975                               | 11 313                                                            |
| 2009 | 7128                               | 11 914                                                            |
| 2010 | 7278                               | 12 572                                                            |

По состоянию на 2 января 2019 года в волости было зарегистрировано 14 820 жителей.

## Населённые пункты
В составе волости 2 посёлка и 21 деревня.

Посёлки: Табасалу, Харку.

Деревни: Адра, Вахи, Вайла, Вити, Вяэна, Вяэна-Йыэсуу, Илманду, Кумна, Кютке, Лааби, Лийква, Мурасте, Нааге, Раннамыйза, Суурупи, Сырве, Тискре, Тутермаа, Тюрисалу, Харкуярве, Хумала.

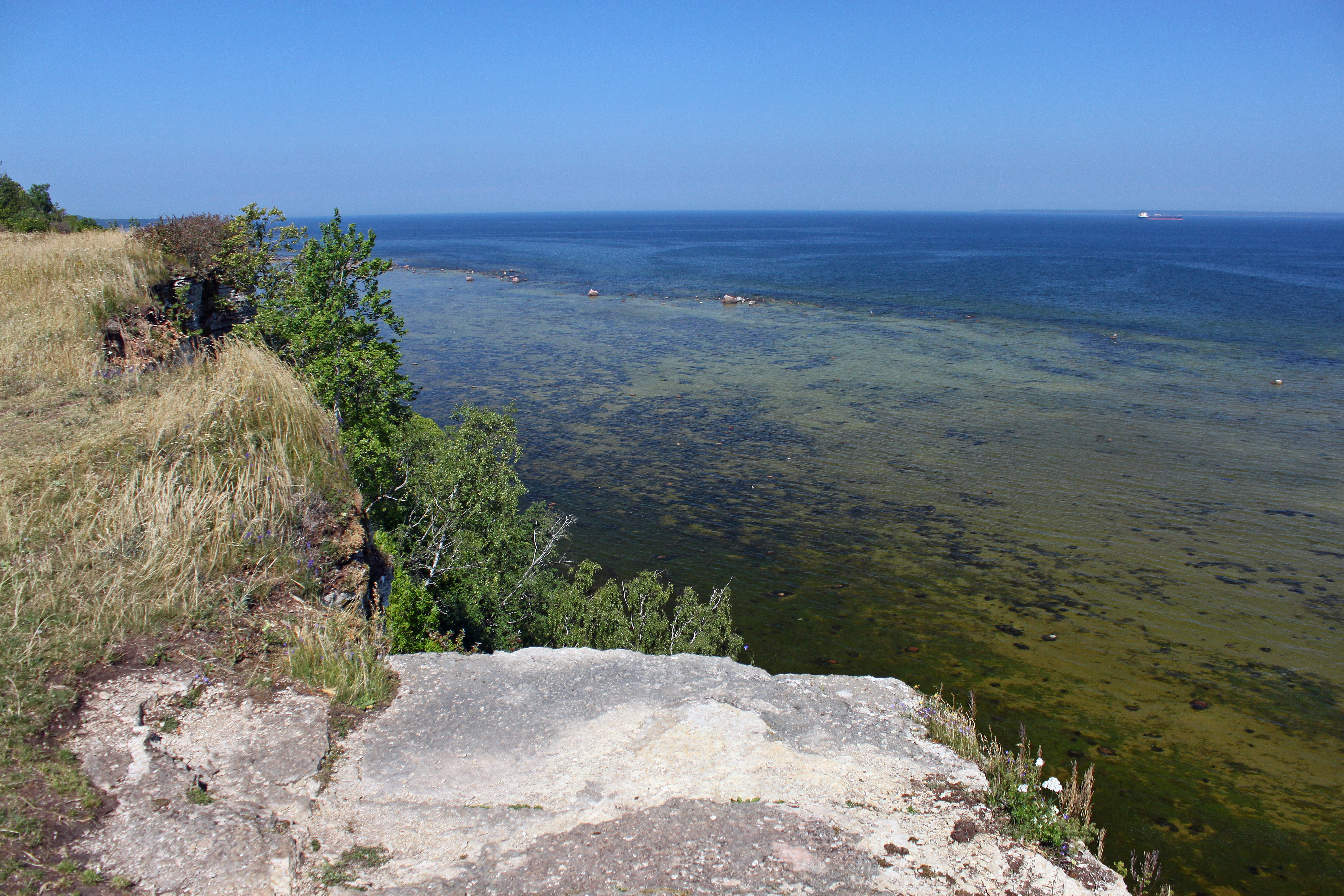
Берег моря в Табасалу
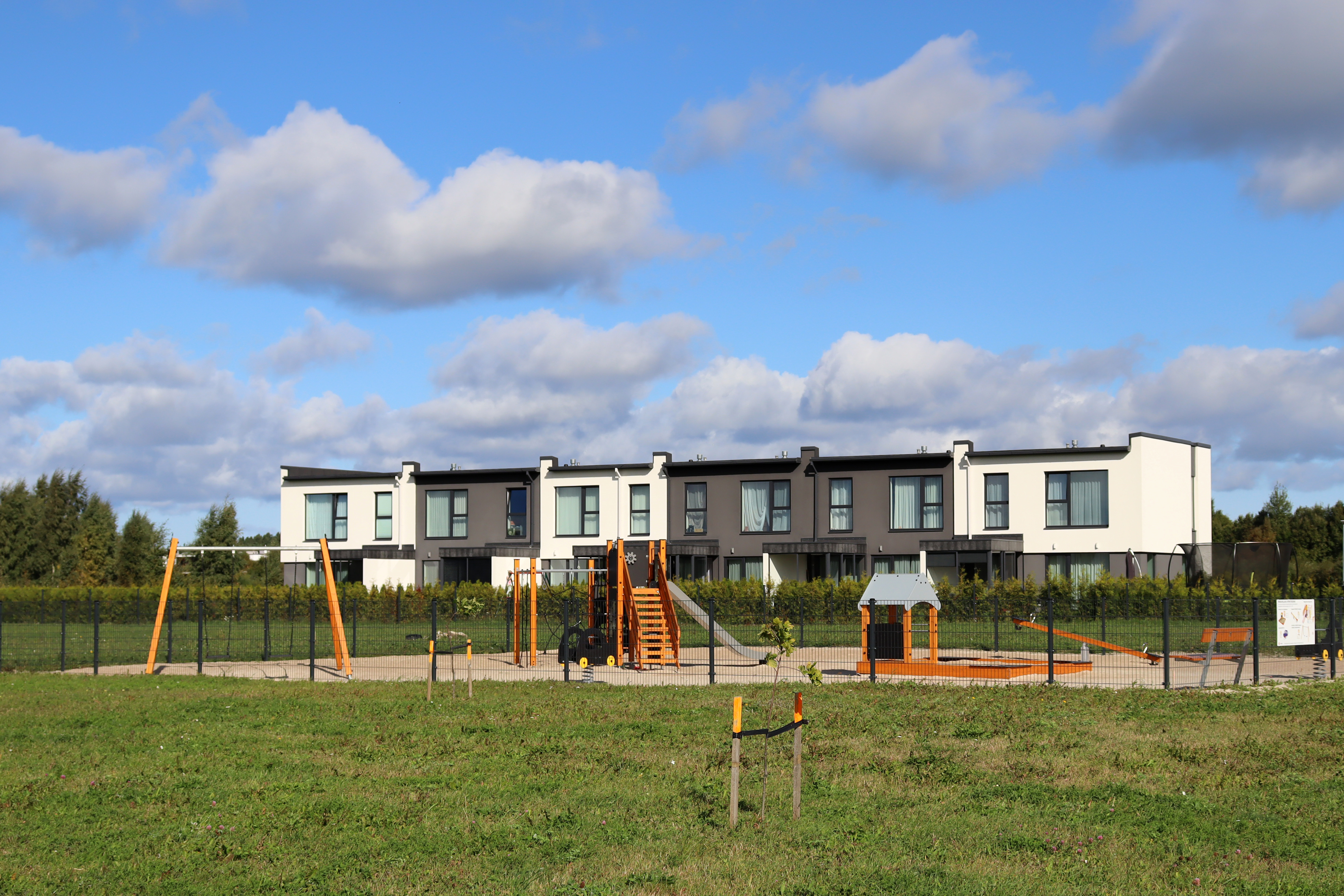
Деревня Тискре
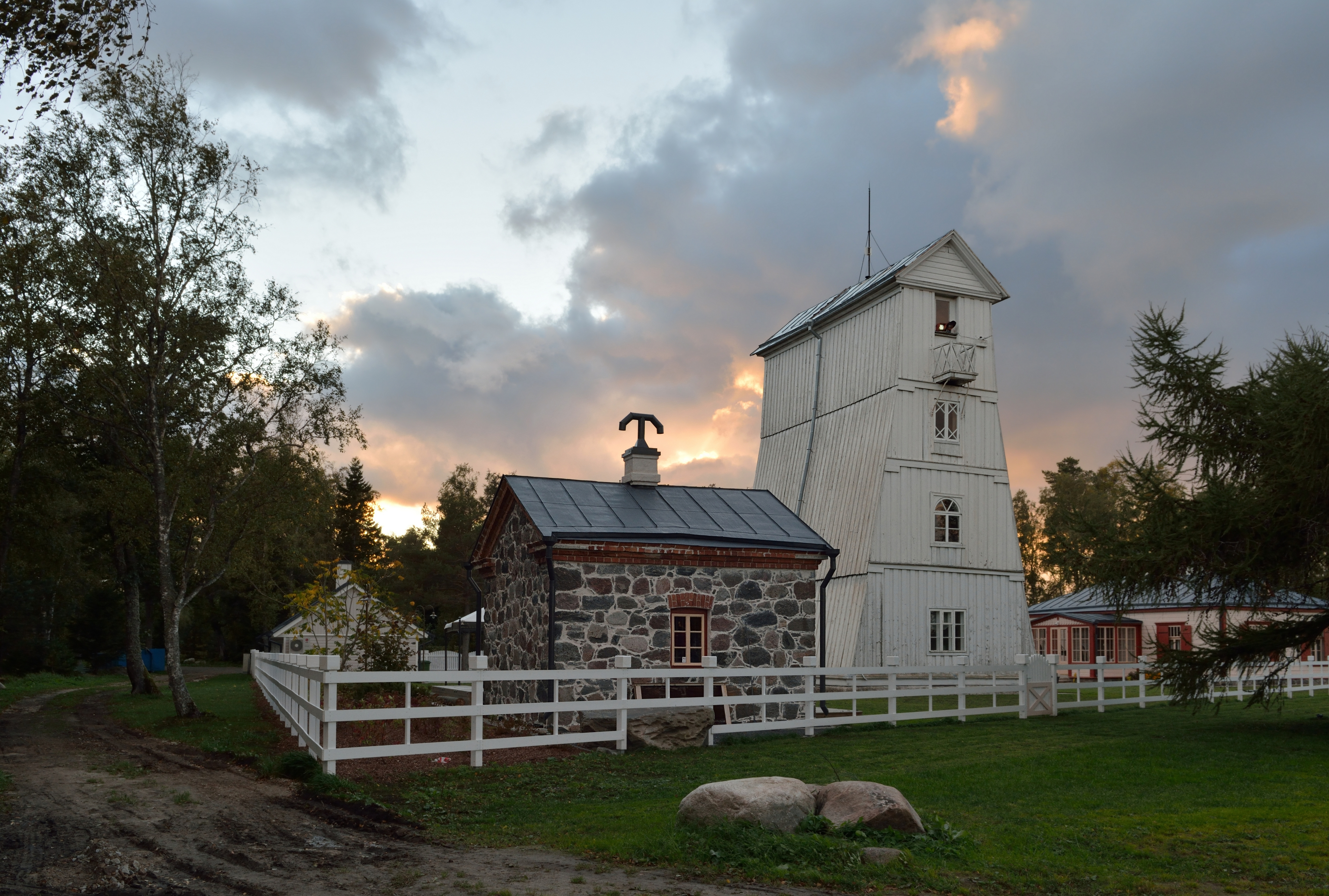
Нижний маяк Суурупи
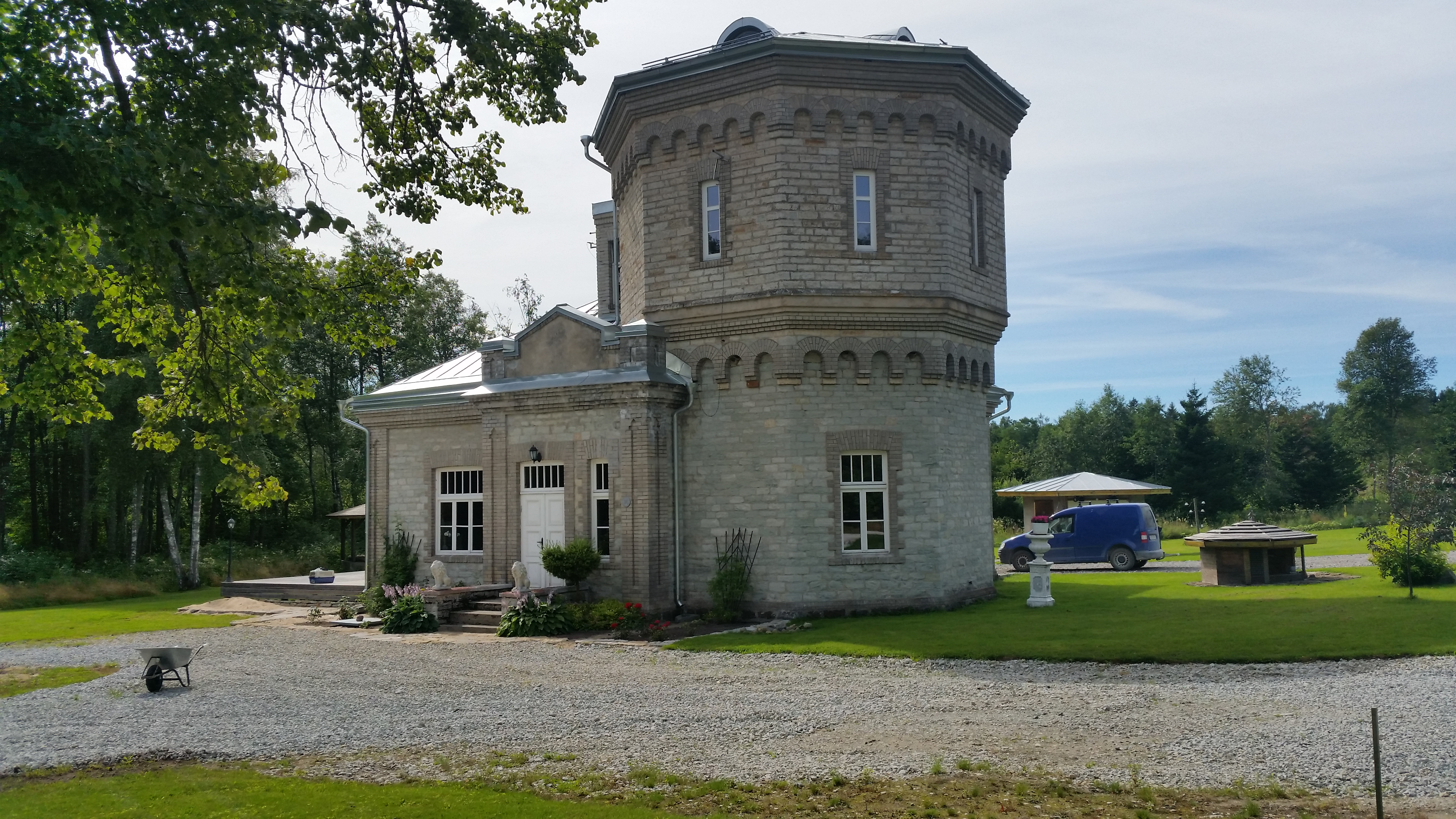
Насосная станция в деревне Сырве
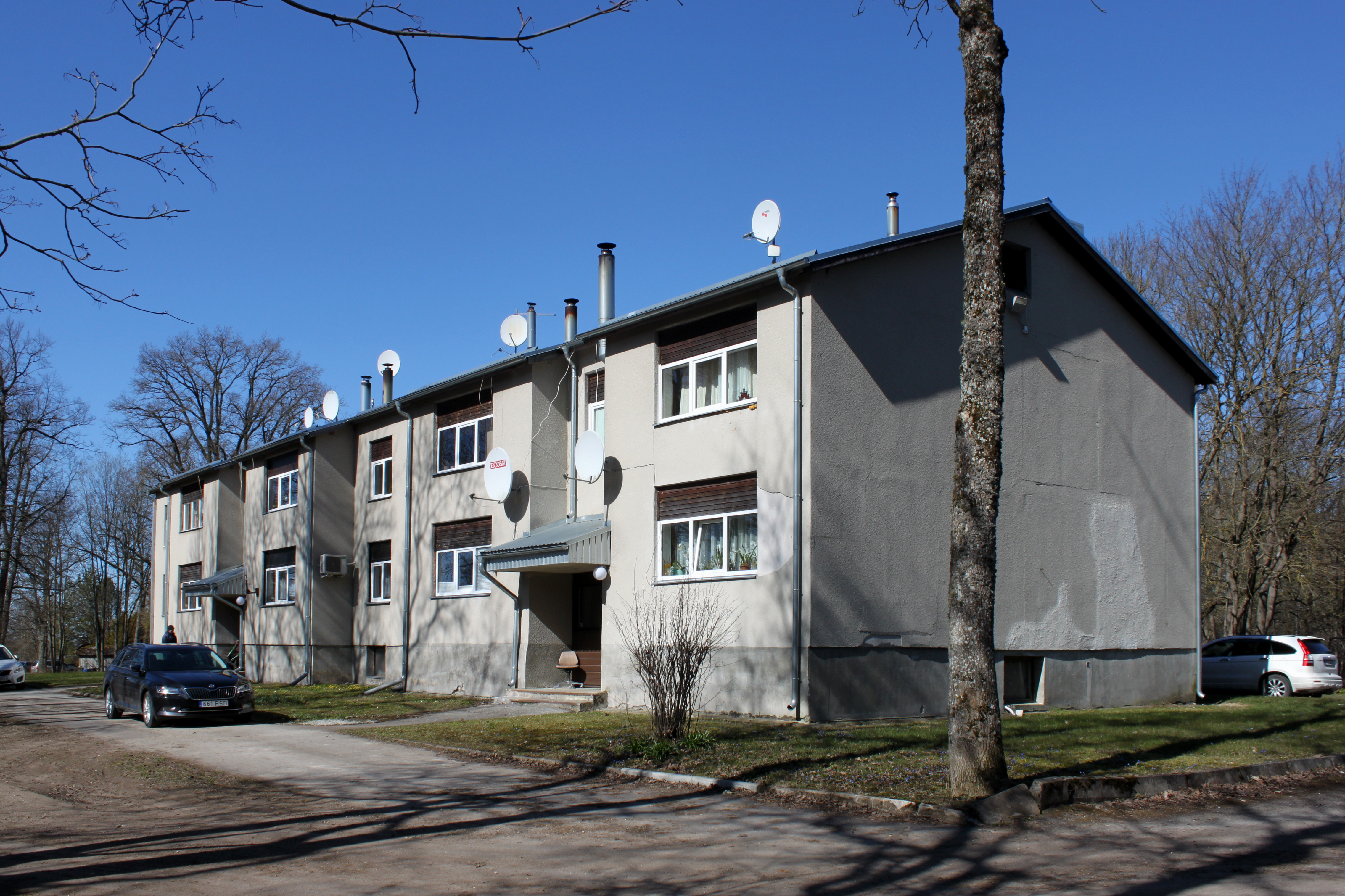
Деревня Кумна
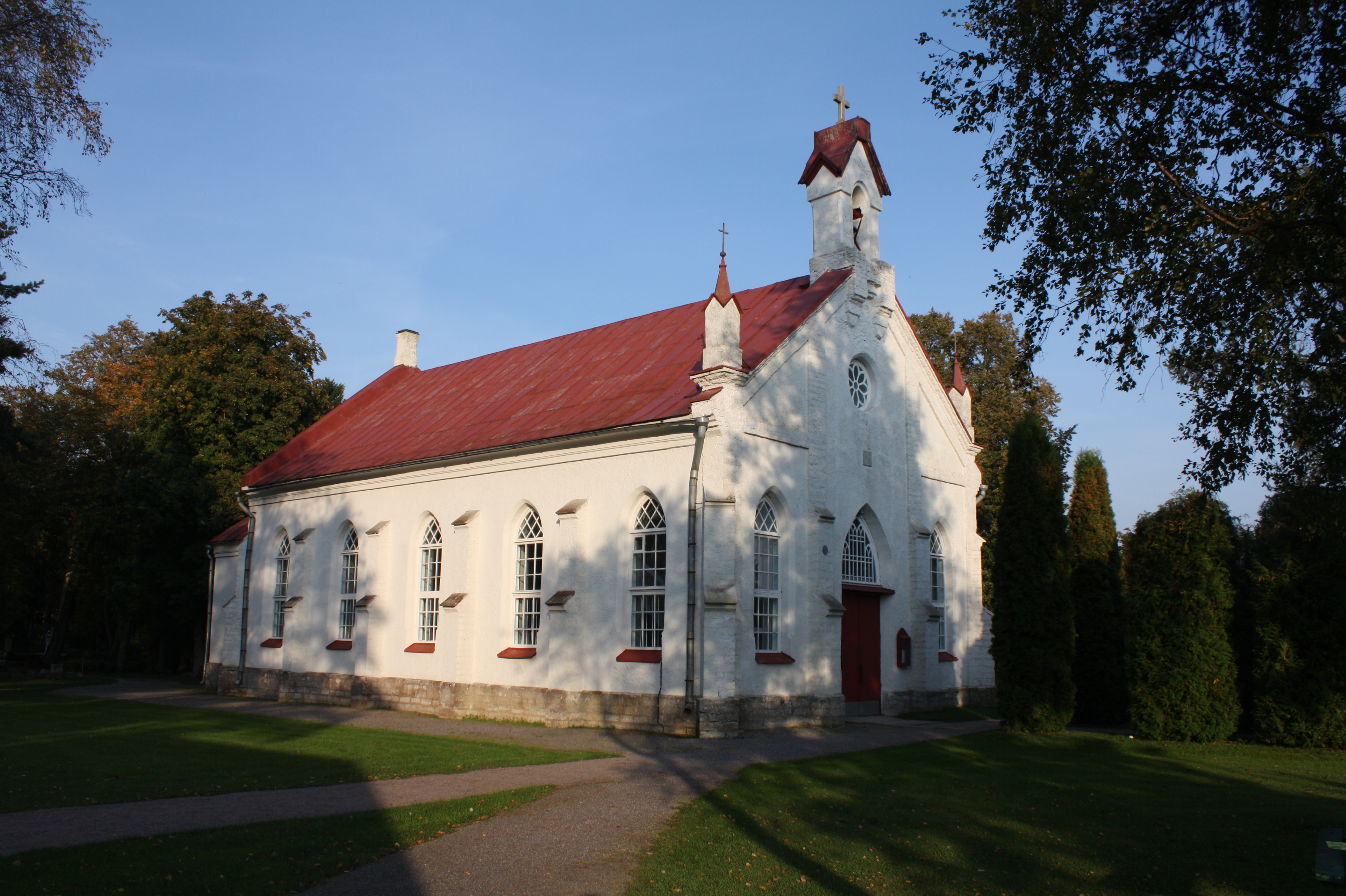
Церковь Раннамыйза
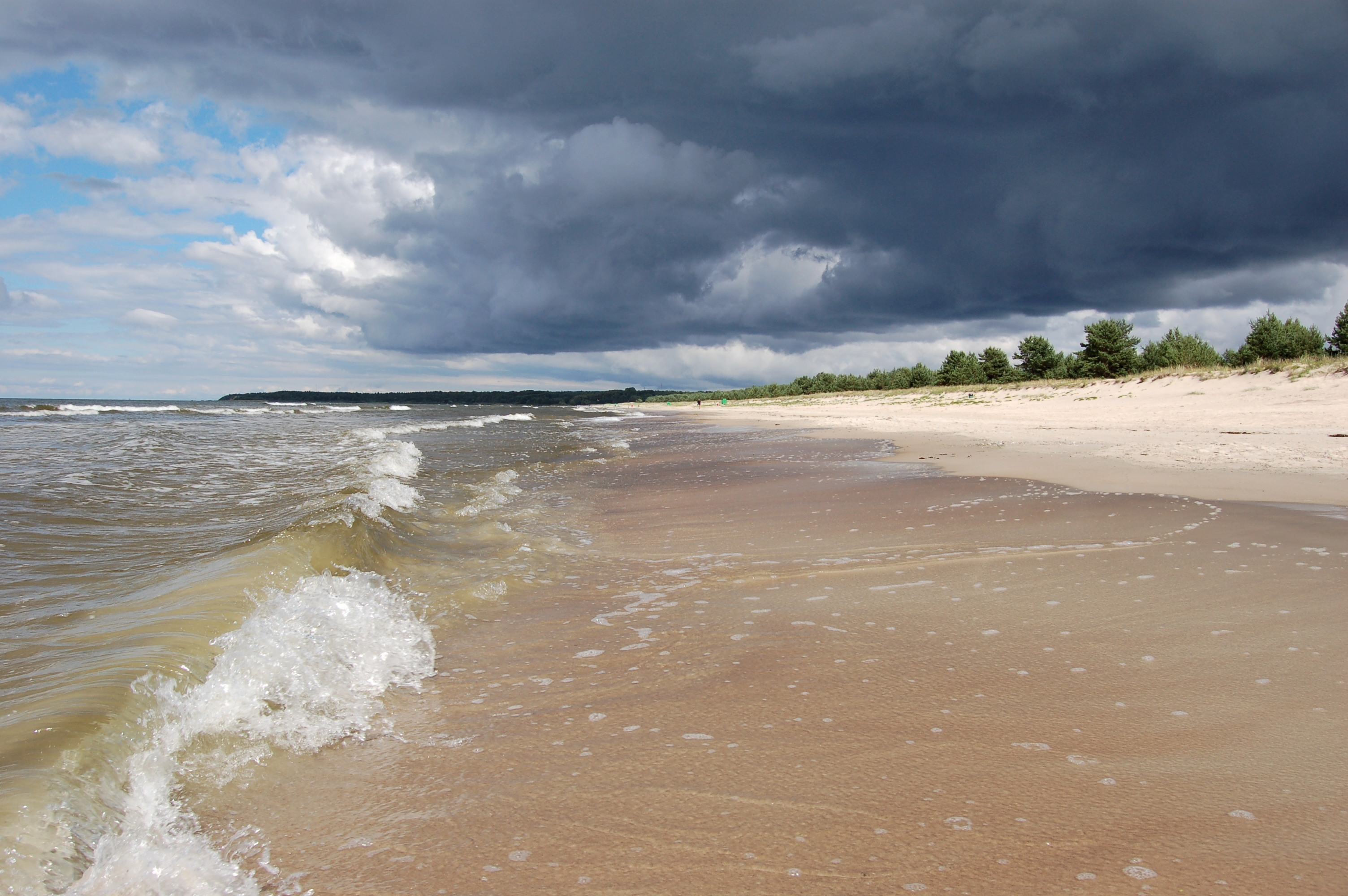
Побережье в Вяэна-Йыэсуу
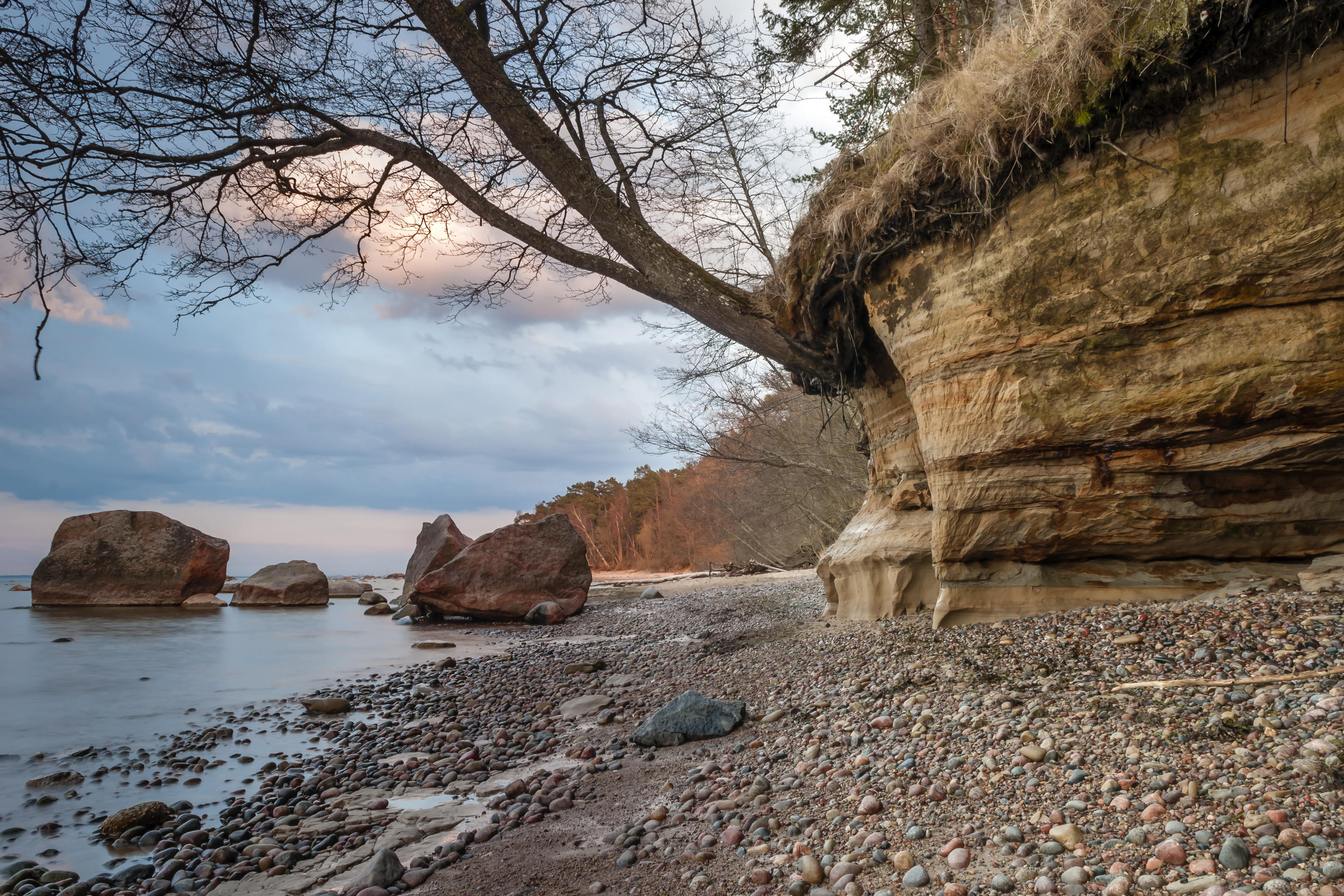
Заповедник Мурасте

## Статистика

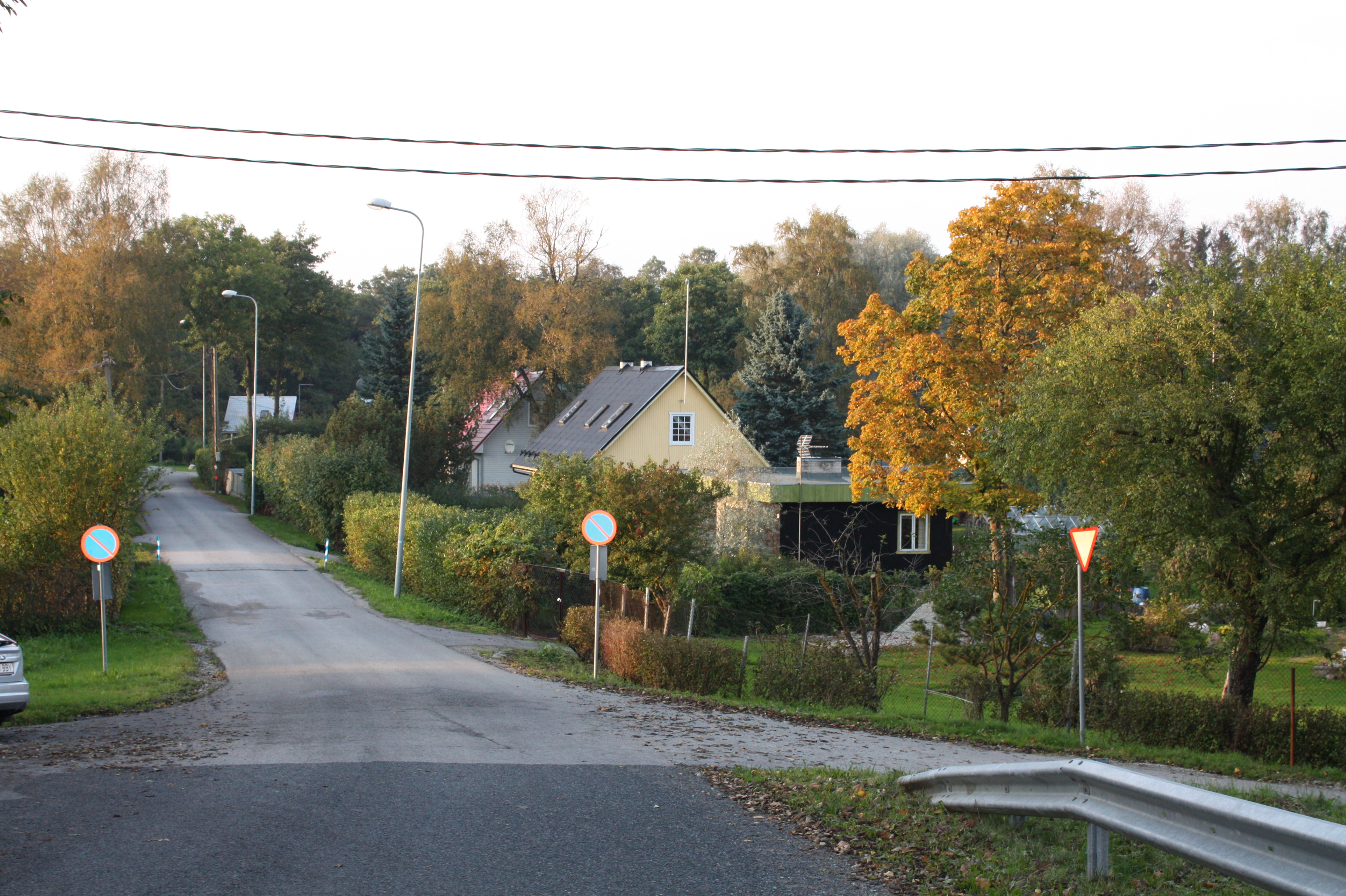
Деревня Суурупи

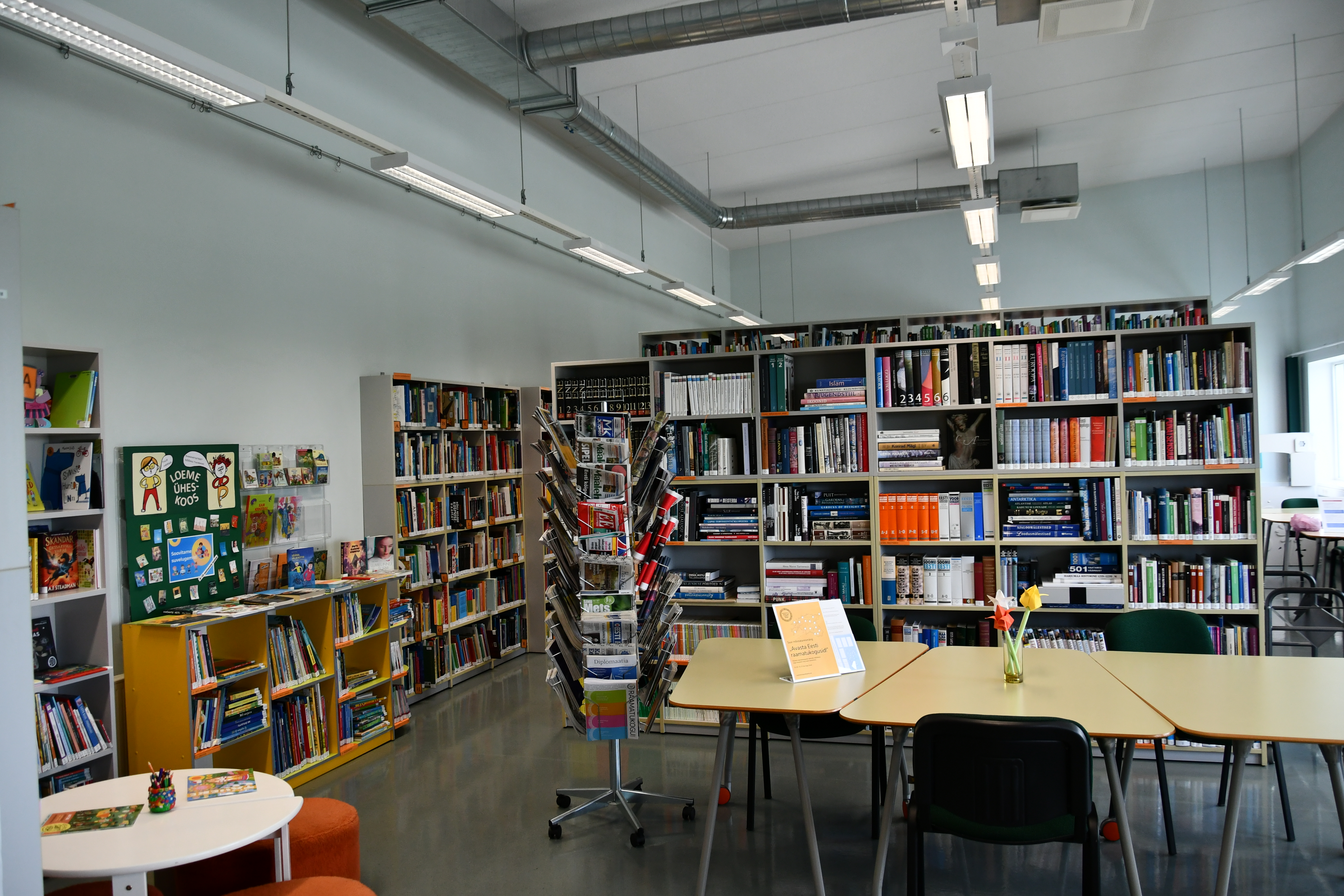
Библиотека Харку

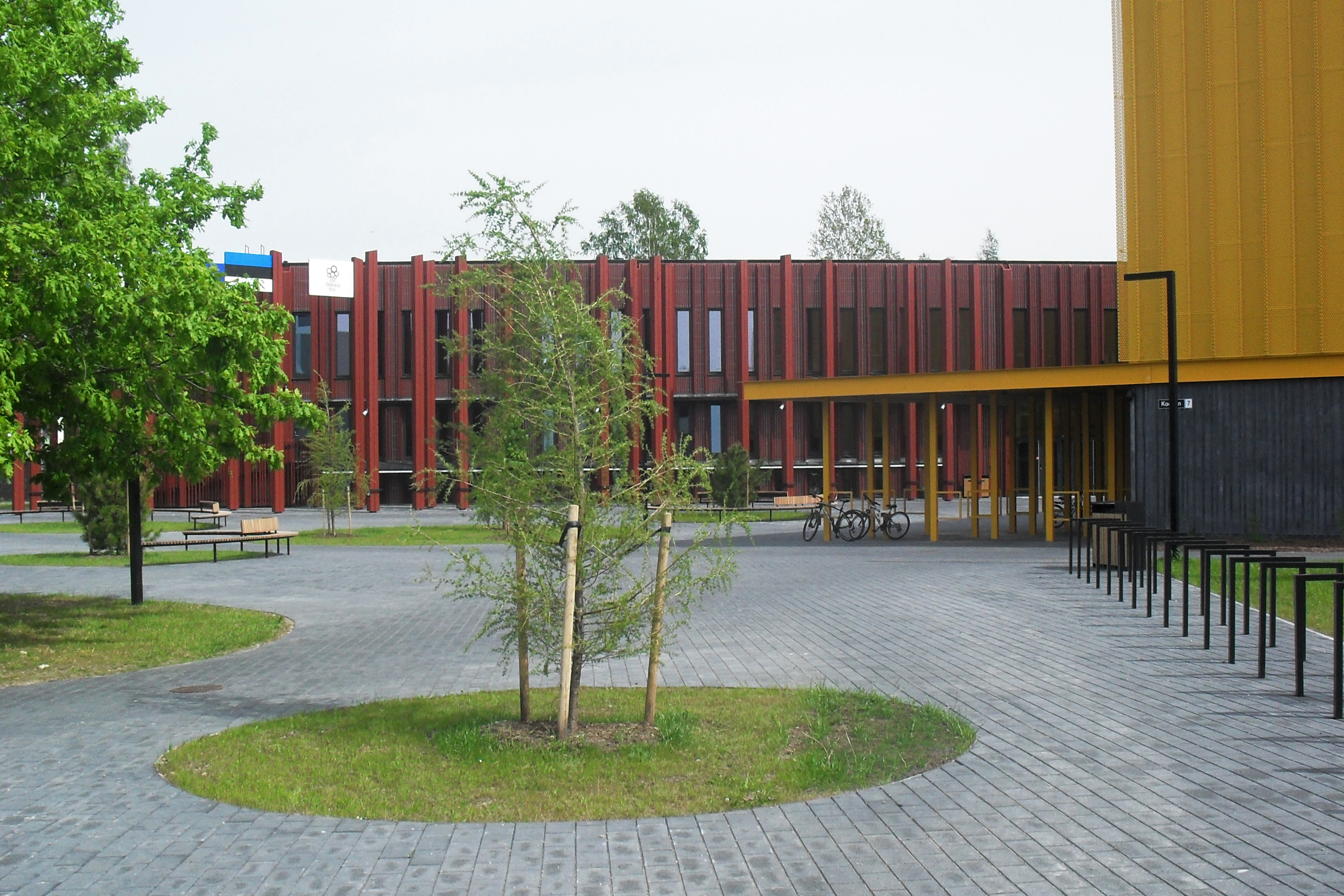
Гимназия Табасалу

Данные Департамента статистики о волости Харку:
Число жителей на 1 января каждого года:
| Год     | 2016   | 2017     | 2018     | 2019     | 2020     | 2021     | 2022     |
| ------- | ------ | -------- | -------- | -------- | -------- | -------- | -------- |
| Человек | 13 456 | ↗ 13 735 | ↗ 14 123 | ↗ 14 704 | ↗ 15 197 | ↗ 15 650 | ↗ 16 379 |

Число рождений:
| Год           | 2016 | 2017  | 2018  | 2019  | 2020  |
| ------------- | ---- | ----- | ----- | ----- | ----- |
| Живорождённых | 134  | ↗ 152 | ↗ 199 | ↘ 184 | ↘ 166 |

Число смертей:
| Год     | 2016 | 2017 | 2018 | 2019 |
| ------- | ---- | ---- | ---- | ---- |
| Умерших | 84   | ↘ 74 | ↗ 88 | ↘ 80 |

Зарегистрированные безработные:
| Год  | 2016 | 2017  | 2018  | 2019  | 2021 (август) |
| ---- | ---- | ----- | ----- | ----- | ------------- |
| Чел. | 198  | ↗ 209 | ↗ 245 | ↗ 279 | ↗ 538         |

Средняя брутто-зарплата:
| Год  | 2016    | 2017      | 2018      | 2019      | 2020      |
| ---- | ------- | --------- | --------- | --------- | --------- |
| Евро | 1453,19 | ↗ 1532,72 | ↗ 1621,37 | ↗ 1708,56 | ↗ 1769,70 |

В 2019 году волость Харку занимала 4 место по величине средней брутто-зарплаты среди 79 муниципалитетов Эстонии.
Число учеников в школах:
| Год   | 2016 | 2017   | 2018   | 2019   |
| ----- | ---- | ------ | ------ | ------ |
| Чел.к | 1608 | ↗ 1700 | ↗ 1799 | ↗ 1874 |

## Экономика

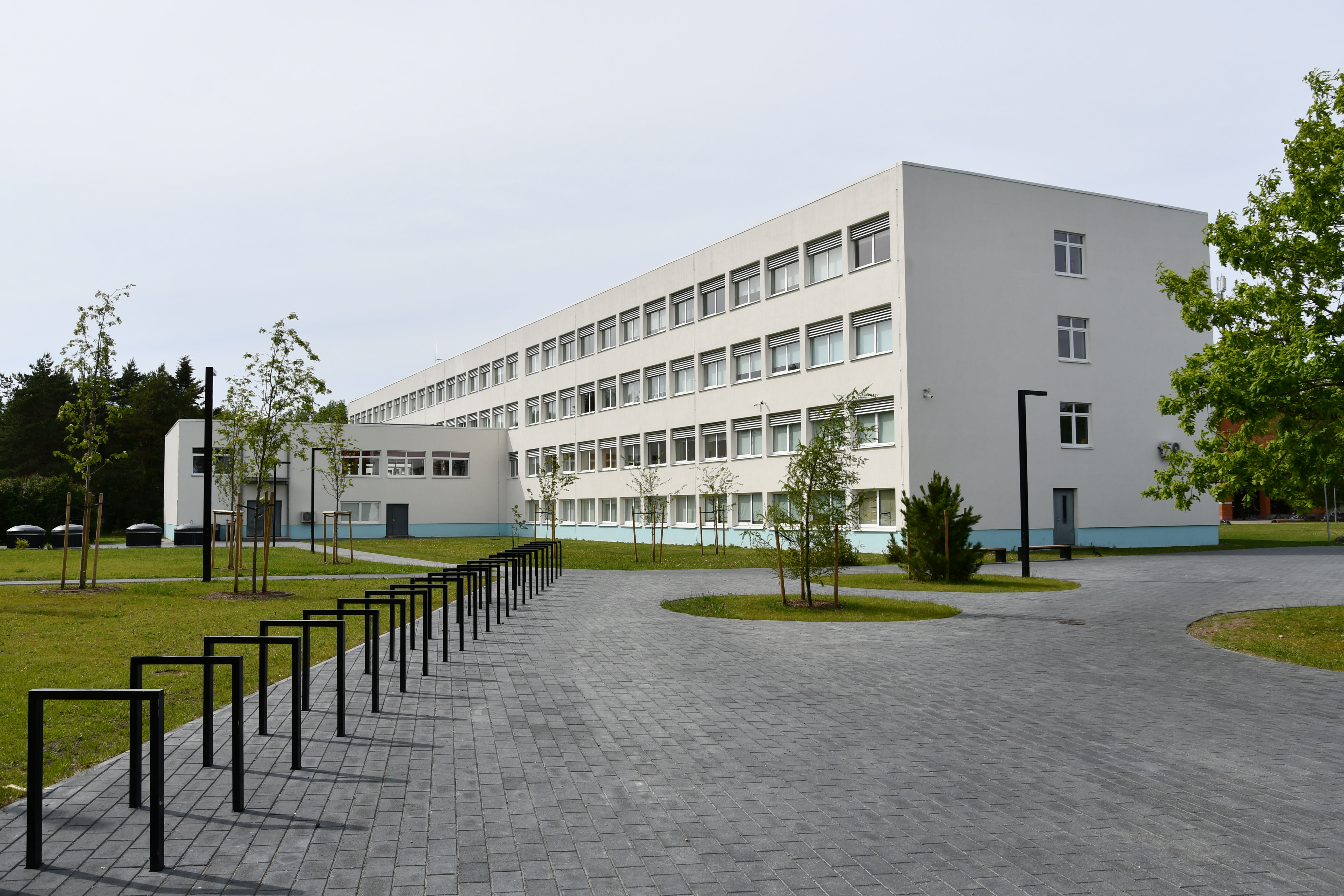
Табасалуская основная школа

Крупнейшие работодатели волости по состоянию на 31 марта 2023 года:
| Предприятие/организация | Вид деятельности                                                             | Численность работников |
| ----------------------- | ---------------------------------------------------------------------------- | ---------------------- |
| Harmet OÜ               | Производство складных деревянных строений (сауны, дачи, дома) и их элементов | 617                    |
| Greiner Packaging AS    | Производство пластиковой тары                                                | 129                    |
| Tabasalu Kool           | Основная школа                                                               | 126                    |
| Волостная управа Харку  | Орган государственного управления                                            | 103                    |
| Metus-Est AS            | Производство металлических дверей и окон                                     | 74                     |
| Anora Estonia AS        | Дистилляция, ректификация и смешивание крепких спиртных напитков             | 73                     |
| Tabasalu Gümnaasium     | Гимназия                                                                     | 35                     |

## Достопримечательности

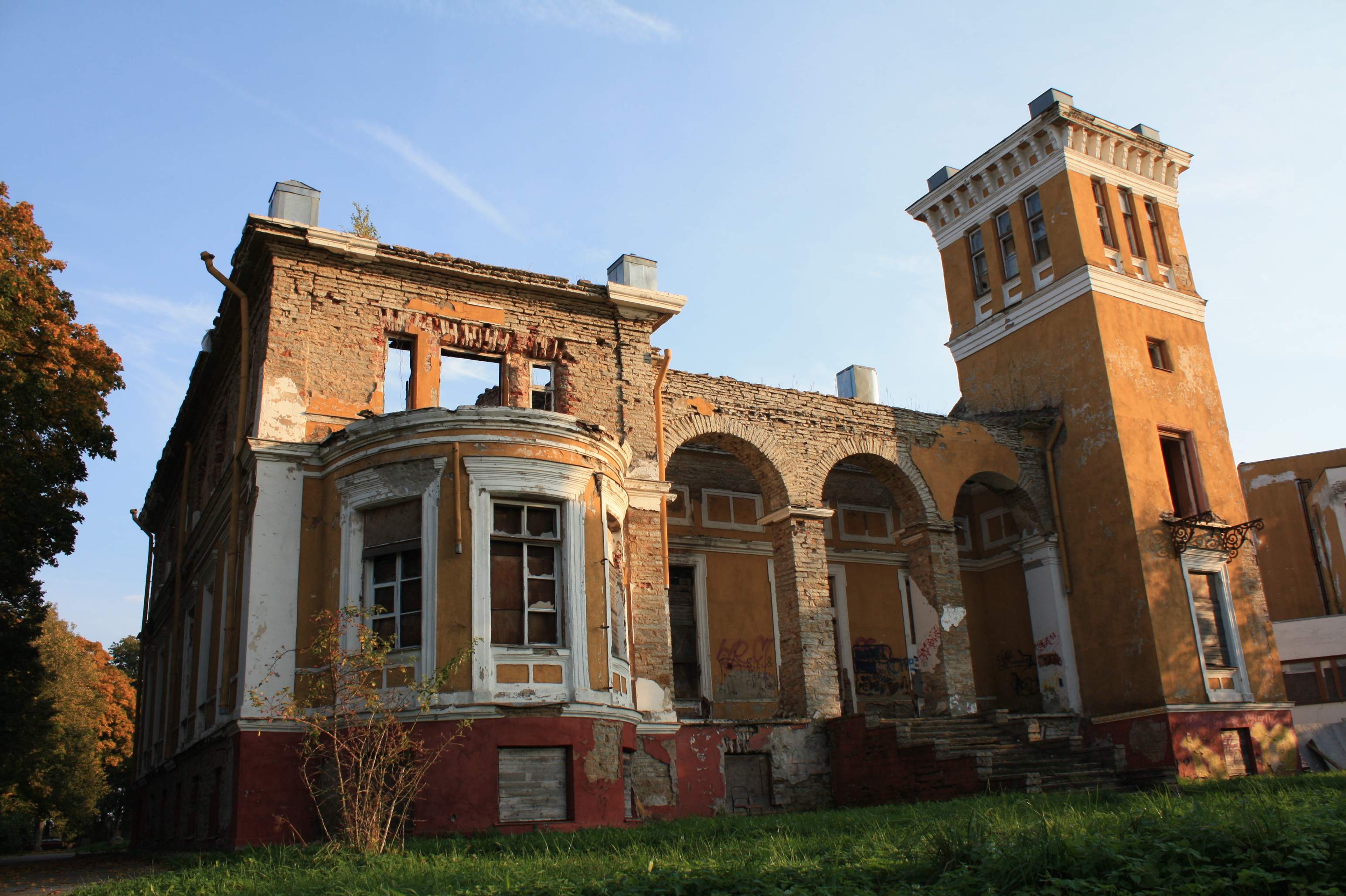
Мыза Моррасти (Мурасте)
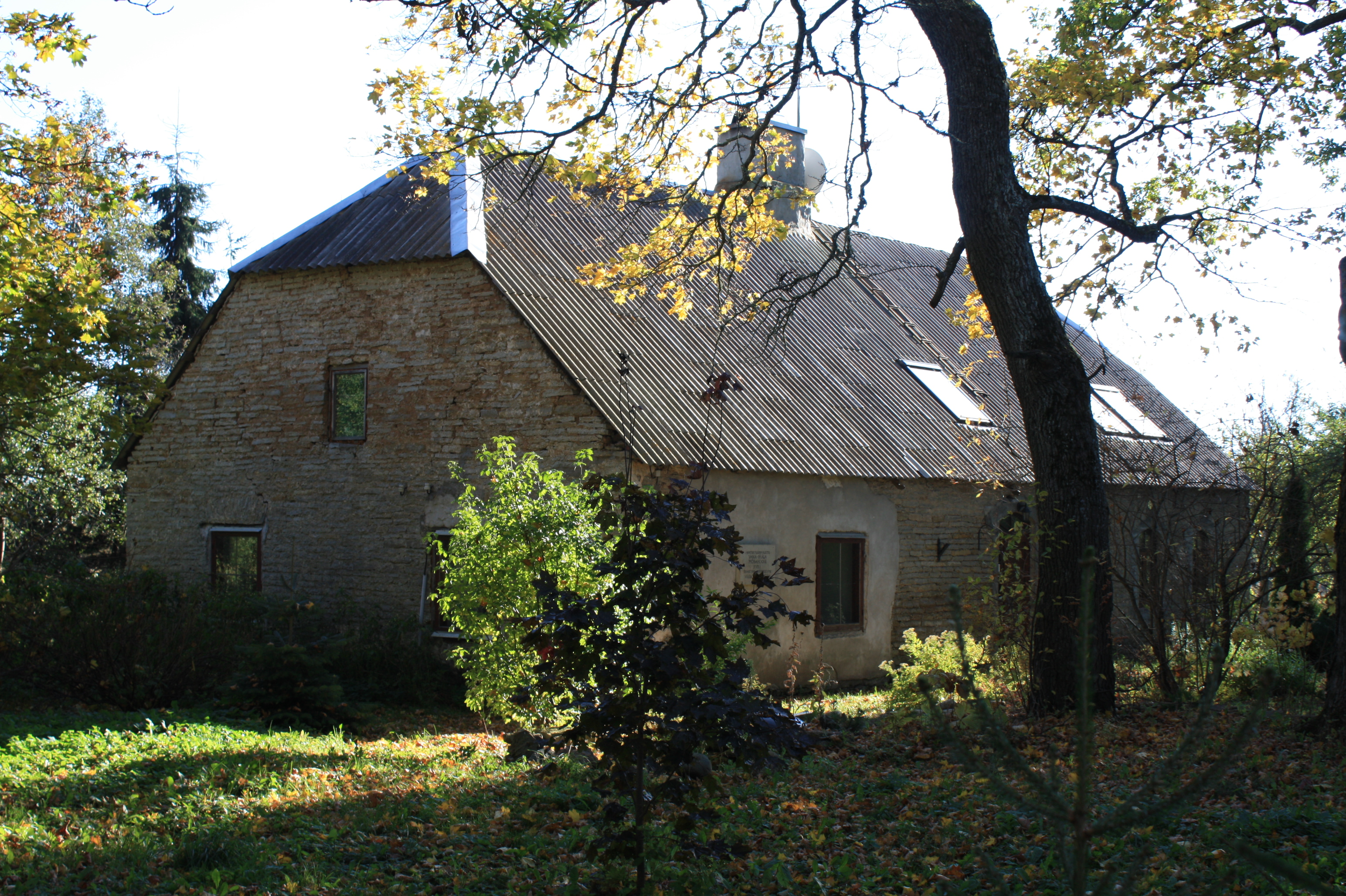
Мыза Таубенпевель (Вана-Пяэла)
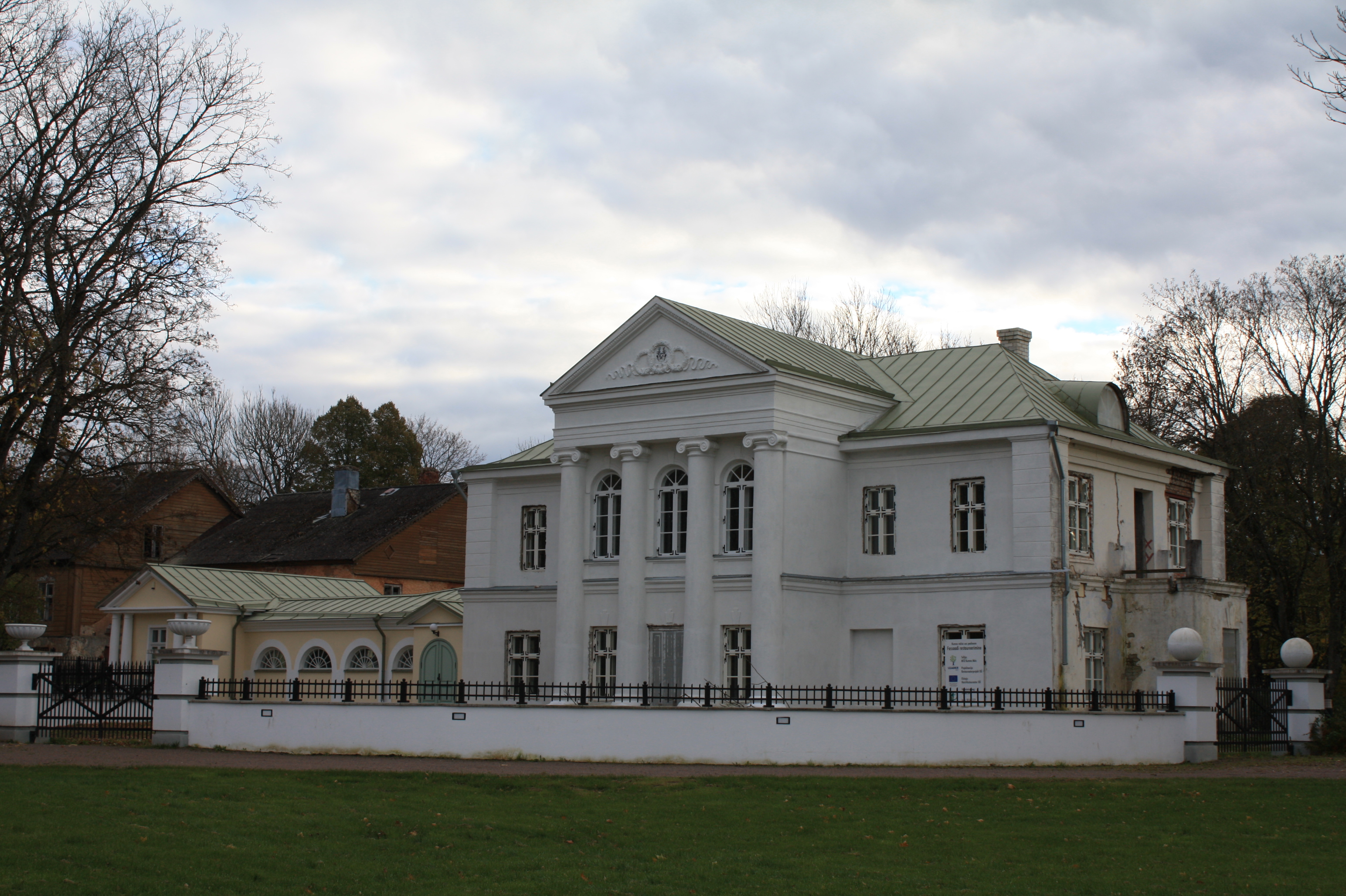
Мыза Кумна
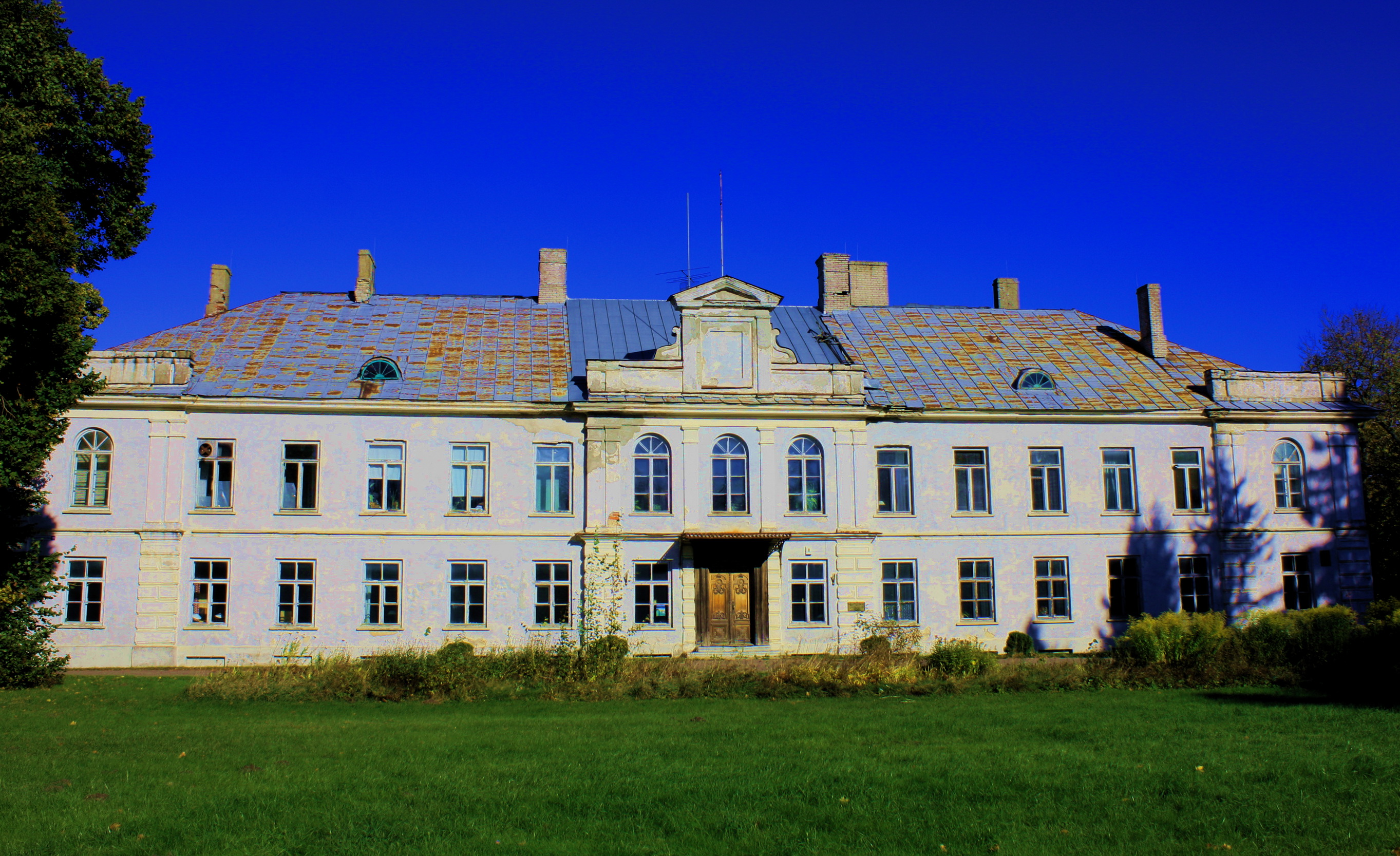
Мыза Харк (Харку)
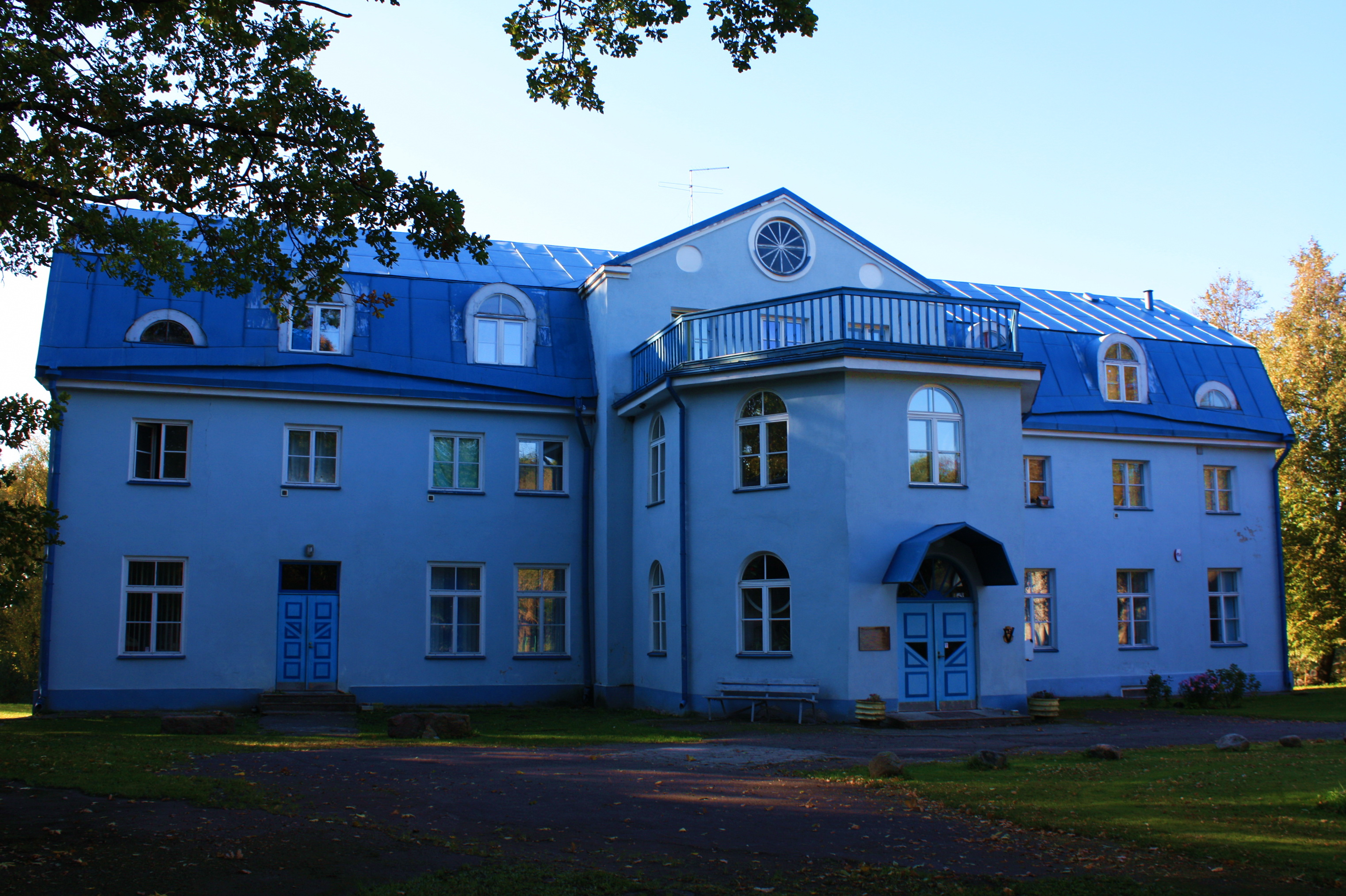
Мыза Витенцевель (Вити)